# Mellicta berisalensis
Mellicta berisalensis är en fjärilsart som beskrevs av Rühl och Jules Favre 1897. Mellicta berisalensis ingår i släktet Mellicta och familjen praktfjärilar. Inga underarter finns listade i Catalogue of Life.